# برص حاد الذيل
برص حاد الذيل أو برص رفيع الاصابع (باللاتينية: Cyrtopodion scabrum) (بالإنجليزية: Rough-tailed Gecko)‏ ، هو نوع ينتمي إلى (فصيلة: Gekkonidae) .

## روابط خارجية
- زواحف المملكة العربية السعودية
- الزواحف والبرمائيات في مصر
- التنوع البيولوجي في مصر
- الحياة البرية في الإمارات
- التنوع الحيوي بالسلطنة
- دليل الحياة البرية في تونس
- متحف الزواحف في كلية علوم دمياط